# Sava Mrkalj
Sava Mrkalj, en serbe cyrillique Сава Мркаљ (né le 1783 à Sjeničak Lasinjski, Kordun, Confins militaires, Empire d'Autriche — aujourd'hui en Croatie — et mort le 1833 à Vienne, Empire d'Autriche), était un écrivain et un linguiste serbe. Il fut le premier réformateur de la langue littéraire serbe.

## Biographie
Il a fréquenté le lycée de Zagreb et a obtenu le diplôme de Humanitatis et Philosophiæ Doctor de l’Université Pest.
C'est en 1805 à Pest qu'il commença à se consacrer à des recherches philologiques inspirées par les travaux du philologue allemand Johann Christoph Adelung et d'autres qui travaillaient à la réforme linguistique. Mrkalj parlait couramment l'allemand, le français, le grec et l'hébreu. Il est surtout connu pour avoir tenté de réformer la langue littéraire serbe avant Vuk Karadžić. Dans une publication intitulée Сало дебелога ера либо азбукопротрес (Buda, 1810), il a proposé une simplification de l'alphabet serbe de quarante-six à vingt-six lettres.
Sa suggestion fut considérée comme radicale et même blasphématoire (puisque le cyrillique original utilisé à l'époque par l'Église orthodoxe serbe aurait été créé par Cyrille et Méthode, de sorte que Mrkalj reçut une critique si choquante de la part de la hiérarchie de l'église qu'il décida d'être soumis à une assurance. Comme moine pour prouver son orthodoxie en 1811, mais était tellement déçu de la vie monastique qu'il quitta l'ordre en 1813. En 1817, il rétracta sa proposition de réforme de l'alphabet dans une publication intitulée: Palinode (ou Défense de l'épais homme).